# Almanon (cráter)

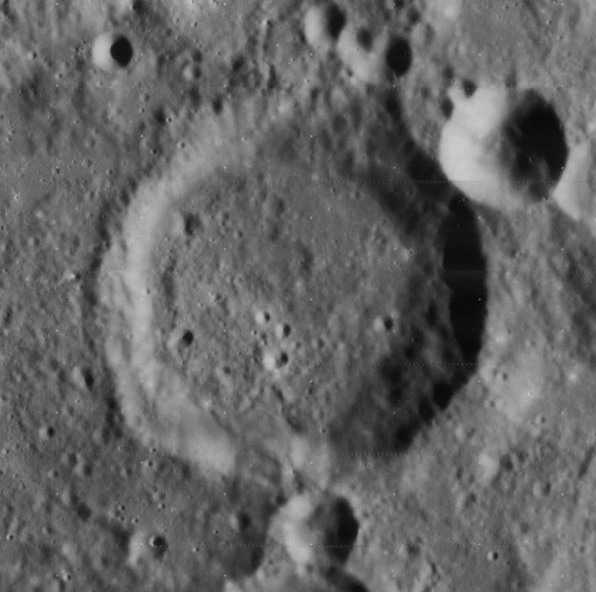
Fotografía de la misión Lunar Orbiter 4 (1967)

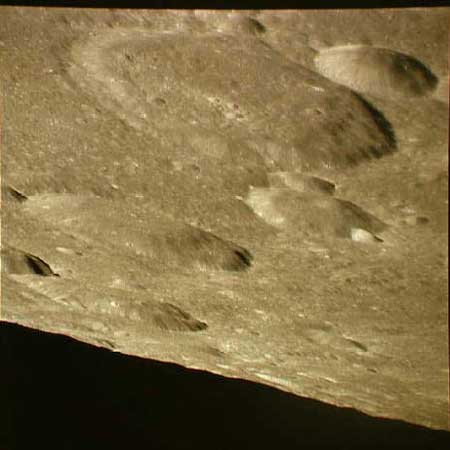
Fotografía de la misión Apolo 16

Almanon es un cráter de impacto situado en las escarpadas tierras altas de la región sur-central de la Luna. Se encuentra al sur-sureste del cráter Abulfeda y al nornoreste del cráter Geber. La cadena de cráteres denominada Catena Abulfeda forma una línea desde el borde sur de Abulfeda hasta el borde norte de Almanon, y continúa otros 210 kilómetros hasta el escarpe de Rupes Altai.
El borde de Almanon tiene forma de círculo ligeramente deformado, con protuberancias hacia el exterior al norte y al suroeste. Los cráteres satélite Almanon A y Almanon B se encuentran unidos al exterior del borde meridional. La pared interior es más ancha a lo largo del lado oriental que en el resto del perímetro. Cráteres pequeños, que pertenecen a la Catena Abulfeda, invaden ligeramente el borde noreste. En general, la pared exterior está desgastada y carece de la nitidez de otros cráteres más recientes, aunque no se ha visto afectada de manera significativa por la formación de cráteres posteriores. La superficie interior es relativamente plana y no posee características notables aparte de unos pequeños cráteres.
Fue llamado así en memoria del califa abásida Al Ma-mún

## Cráteres satélite
Por convención estos elementos son identificados en los mapas lunares poniendo la letra en el lado del punto medio del cráter que está más cercano a Almanon.
|         | \| Almanon \| Coordenadas \| Diámetro \| \| ------- \| ----------------------------- \| -------- \| \| A \| 17°42′S 15°18′E / -17.7, 15.3 \| 10 km \| \| B \| 18°18′S 15°18′E / -18.3, 15.3 \| 25 km \| \| C \| 16°06′S 16°00′E / -16.1, 16.0 \| 16 km \| \| D \| 18°36′S 15°36′E / -18.6, 15.6 \| 6 km \| \| E \| 17°54′S 13°42′E / -17.9, 13.7 \| 5 km \| \| F \| 15°54′S 14°18′E / -15.9, 14.3 \| 5 km \| \| G \| 17°48′S 14°36′E / -17.8, 14.6 \| 5 km \| \| H \| 19°00′S 15°18′E / -19.0, 15.3 \| 6 km \| \| K \| 15°48′S 15°24′E / -15.8, 15.4 \| 8 km \| \| L \| 18°54′S 16°36′E / -18.9, 16.6 \| 6 km \| \| P \| 18°30′S 17°00′E / -18.5, 17.0 \| 8 km \| \| Q \| 18°06′S 17°00′E / -18.1, 17.0 \| 5 km \| \| R \| 18°12′S 15°54′E / -18.2, 15.9 \| 4 km \| |          |
| Almanon | Coordenadas | Diámetro |
| A       | 17°42′S 15°18′E / -17.7, 15.3 | 10 km    |
| B       | 18°18′S 15°18′E / -18.3, 15.3 | 25 km    |
| C       | 16°06′S 16°00′E / -16.1, 16.0 | 16 km    |
| D       | 18°36′S 15°36′E / -18.6, 15.6 | 6 km     |
| E       | 17°54′S 13°42′E / -17.9, 13.7 | 5 km     |
| F       | 15°54′S 14°18′E / -15.9, 14.3 | 5 km     |
| G       | 17°48′S 14°36′E / -17.8, 14.6 | 5 km     |
| H       | 19°00′S 15°18′E / -19.0, 15.3 | 6 km     |
| K       | 15°48′S 15°24′E / -15.8, 15.4 | 8 km     |
| L       | 18°54′S 16°36′E / -18.9, 16.6 | 6 km     |
| P       | 18°30′S 17°00′E / -18.5, 17.0 | 8 km     |
| Q       | 18°06′S 17°00′E / -18.1, 17.0 | 5 km     |
| R       | 18°12′S 15°54′E / -18.2, 15.9 | 4 km     |